# Srednji Salaš
Srednji Salaš (in serbo Средњи Салаш?) è un villaggio della Serbia situato nella municipalità di Bačka Topola, nel distretto della Bačka Settentrionale, nella provincia autonoma di Voivodina. La popolazione totale è di 172 abitanti (censimento del 2002).

## Società

### Evoluzione demografica
|  |